# Bernier Island
Bernier Island è un'isola disabitata al largo della costa dell'Australia Occidentale, di fronte alla città di Carnarvon, nella regione del Gascoyne. Appartiene alla Local government area della Contea di Carnarvon. L'isola, assieme a Dorre Island, chiude l'ingresso alla Shark Bay ed è bagnata a ovest dalle acque dell'oceano Indiano. Le due isole fanno parte della Bernier and Dorre Island Nature Reserve all'interno della Shark Bay World Heritage area.

## Geografia
Bernier Island, che ha una forma lunga e stretta, misura circa 26 km di lunghezza per 2,6 km di larghezza e ha una superficie di circa 40 km². A sud, alla distanza di 500 m, si trova Dorre Island; a nord, vicino a Cape Ronsard, la sua punta settentrionale, si trova la piccola Koks Island, che ha un'area di 2,6 ha. A Cape Ronsard c'è un faro.

### Fauna
L'isola ospita una delle poche colonie rimaste di canguro striato e di djoongari, una specie in pericolo con una popolazione stimata di 5000/9000 individui.

## Storia
Visitate una prima volta dagli olandesi alla fine del 1600, Bernier Island e Dorre Island furono entrambe raggiunte da Nicolas Baudin, che guidò una spedizione francese di esplorazione delle coste dell'Australia. L'isola fu nominata il 12 luglio 1801 in onore dell'astronomo Pierre-François Bernier, uno dei molti scienziati francesi che accompagnavano Baudin nella sua spedizione.
Sulle isole Bernier e Dorre venne allestita una struttura ospedaliera di isolamento nei primi anni del 1900. Furono utilizzate dal governo dell'Australia occidentale per condurre esperimenti sulle malattie veneree e la lebbra degli aborigeni che venivano prelevati con la forza da tutta l'area nord-occidentale. Dei 650 detenuti nelle isole, solo 490 tornarono sulla terraferma.